# 67-ма паралель південної широти
67-ма паралель південної широти — лінія широти, що лежить на 67 градусів південніше земної екваторіальної площини, за 50 км на південь від південного полярного кола. Вона проходить через Південний океан та Антарктиду.
На цій широті під час літнього сонцестояння сонце видно 24 години (полярний день), а під час зимового сонцестояння — 1 годину 29 хвилин. Якщо широта в південній півкулі становить 67°45′ або менше, щодня у вересня можна спостерігати як астрономічний світанок, так і астрономічні сутінки.

## Список географічних об'єктів, що перетинає 67° пд. ш
Починаючи з Гринвіцького меридіану та рухаючись на схід, 67-ма паралель південної широти проходить через:
| Координати                                                   | Континент або океан                                | Примітки |
| ------------------------------------------------------------ | -------------------------------------------------- | --- |
| 67°0′ пд. ш. 0°0′ сх. д. / 67.000° пд. ш. 0.000° сх. д.      | Південний океан На південь від Атлантичного океана | Море Короля Гокона VII                                                                                       |
| 67°0′ пд. ш. 48°22′ сх. д. / 67.000° пд. ш. 48.367° сх. д.   | Антарктида                                         | Проходить через Землю Ендербі (претендує Австралія)                                                          |
| 67°0′ пд. ш. 49°34′ сх. д. / 67.000° пд. ш. 49.567° сх. д.   | Південний океан                                    | Море Короля Гокона VII — проходить через затоку Амундсена[en]                                                |
| 67°0′ пд. ш. 50°33′ сх. д. / 67.000° пд. ш. 50.550° сх. д.   | Антарктида                                         | Проходить через Землю Ендербі (претендує Австралія)                                                          |
| 67°0′ пд. ш. 57°23′ сх. д. / 67.000° пд. ш. 57.383° сх. д.   | Південний океан На південь від Індійського океана  | |
| 68°0′ пд. ш. 82°33′ сх. д. / 68.000° пд. ш. 82.550° сх. д.   | Антарктида                                         | Проходить через Землю Кемпа (претендує Австралія) Проходить через Землю Мак-Робертсона (претендує Австралія) |
| 68°0′ пд. ш. 136°0′ сх. д. / 68.000° пд. ш. 136.000° сх. д.  | Антарктида                                         | Проходить через Землю Аделі (претендує Франція)                                                              |
| 68°0′ пд. ш. 142°0′ сх. д. / 68.000° пд. ш. 142.000° сх. д.  | Антарктида                                         | Проходить через Землю Георга V[en] (претендує Австралія)                                                     |
| 67°0′ пд. ш. 146°47′ сх. д. / 67.000° пд. ш. 146.783° сх. д. | Південний океан На південь від Тихого океана       | Проходить південніше острова Бакл (претендує Нова Зеландія)                                                  |
| 67°0′ пд. ш. 68°36′ зх. д. / 67.000° пд. ш. 68.600° зх. д.   | Антарктида                                         | Проходить через острів Аделаїди та Антарктичний півострів (претендують Аргентина, Чилі та Велика Британія)   |
| 67°0′ пд. ш. 60°17′ зх. д. / 67.000° пд. ш. 60.283° зх. д.   | Південний океан На південь від Атлантичного океана | Море Ведделла                                                                                                |